# 氨二乙酸
氨二乙酸或亚氨基二乙酸是一种有机化合物，化学式为HN(CH2CO2H)2，缩写为IDA。它和氯化亚砜反应后再与乙醇反应，可以得到氨二乙酸二乙酯盐酸盐。